# Lutecijski apnenec
Lutecijski apnenec (francosko calcaire lutécien in prej calcaire grossier) — znan tudi kot pariški kamen — je vrsta apnenca, značilna za območje Pariza v Franciji. Kot gospodarski in vsestranski gradbeni material je bil vir bogastva že od starodavnih rimskih časov in je izrazito prispeval k edinstveni vizualni privlačnosti »Mesta svetlobe«. (Pozdravljen je bil kot »topel, izmuzljiv, kremno siv kamen francoske prestolnice«.) Njegov nastanek sega v lutecijsko dobo eocenske epohe (med 47,8 in 41,2 milijona let). Ime Lutetian izhaja iz Lutetia (francosko Lutèce), ki je bilo ime mesta v starih časih.

## Zgodovina
Med 17. in 19. stoletjem so lutecijski apnenec pridobivali s tuneliranjem skozi pobočja hribov južno od Pariza. Kamen krasi številne najveličastnejše pariške stavbe od 17. stoletja naprej, vključno z deli Louvra, Place de la Concorde in Les Invalides.
Haussmannova velika prenova Pariza (1853–1870), ki je mestu zagotovila širok in enoten slog ter izmuzljivo barvitost – od svetlo bele do masleno rumene do dolgočasne nikotinsko rumene/sive – za mesto, se je oprla na stavbe, okrašene z lutecijskim apnencem.
V 20. stoletju so razvili odprte kamnolome, ki so bližje površju severno od Pariza odkrili tanjše plasti tršega apnenca. Zdaj modna različica lutecijskega apnenca iz približno 25 milj severno od Pariza je znana kot kamen Oise ali apnenec Saint-Maximin in je postala mednarodno priljubljena za prestižne gradbene projekte. Leta 2007 so kamnolomi v južnem kraju Oise, okoli Saint-Maximina in Chantillyja, zaprosili francosko vlado, da postanejo prvi, ki bodo prejeli gradbeni kamen Appellation Contrôlée – znak uradne francoske regionalne odličnosti – kot da bi šlo za vino ali sir. Glede na članek iz leta 2007 v britanskem The Independentu: »Trši apnenec, ki ga je mogoče rezati, se prodaja za približno 2000 € na kubični meter. Različni razredi mehkejšega gradbenega kamna se prodajajo med 550 in 150 € za kubični meter, kar je zelo konkurenčno drugemu gradbenemu kamnu po vsem svetu.«